# EpaMarne-EpaFrance
Les Établissements publics d’aménagement de Marne-la-Vallée, usuellement appelés EpaMarne-EpaFrance sont deux établissements publics à caractère industriel et commercial (EPIC) historiquement chargés, pour le compte de l’État et des collectivités territoriales, d’aménager le site de la ville nouvelle de Marne-la-Vallée.
Les deux EPA interviennent aujourd’hui sur un périmètre élargi, couvrant quarante-quatre communes de Seine-et-Marne, de Seine-Saint-Denis et du Val-de-Marne, dans un cadre d’intervention diversifié et pour une variété de commanditaires : opérations d’intérêt national (OIN), action en initiative propre, traité de concession, filiale commune avec les collectivités. 
Les EPA de Marne-la-Vallée tirent leur chiffre d’affaires de leurs activités. Aucune subvention publique ne vient compléter leur capacité d’auto-financement.

## EpaMarne et EpaFrance: deux EPA, deux territoires d’intervention
Souvent associés sous une même appellation et un logotype commun, EpaMarne et EpaFrance sont deux entités propres, répondant à des objectifs et des périmètres d’intervention différents.  
Créé par le décret no 72-770, l’établissement public d’aménagement de Marne-la-Vallée EpaMarne voit le jour le 17 août 1972 et couvrait vingt-et-une communes de Seine-et-Marne, de Seine-Saint-Denis et du Val-de-Marne.
L’Établissement public d’aménagement du secteur IV de Marne-la-Vallée EpaFrance a été créé le 24 mars 1987 par le décret no 87-191 et concernait cinq communes de la Seine-et-Marne, localisées à proximité des parcs Disneyland Paris.

## Délimitation du territoire d’intervention par EPA

### EpaMarne
Secteur I (Porte de Paris) : Bry-sur-Marne, Villiers-sur-Marne, Noisy-le-Grand
Secteur II (Val Maubuée) : Champs-sur-Marne, Croissy-Beaubourg, Émerainville, Lognes, Noisiel, Torcy
Secteur III (Val de Bussy) : Bussy Saint-Georges, Bussy Saint-Martin, Chanteloup-en-Brie, Collégien, Conches-sur-Gondoire, Ferrières-en-Brie, Gouvernes, Guermantes, Jossigny, Lagny-sur-Marne, Montévrain, Saint-Thibault-des-Vignes

### EpaFrance
Secteur IV (Val d’Europe) : Bailly-Romainvilliers, Chessy, Coupvray, Magny-le-Hongre, Serris, Villeneuve-le-Comte (Villages Nature).
En conséquence de l’agrandissement du périmètre d’intervention des deux EPA, leur organisation a été repensée en 2019 en 4 directions opérationnelles afin de concentrer les métiers et expertises au service des projets urbains.  
Les directions opérationnelles 1, 2 et 3 sont rattachées à EpaMarne alors que la direction opérationnelle 4 est rattachée à EpaFrance, à l’exception des ZAC Montévrain-Université et Jossigny Pré au Chêne.

## Marne-la-Vallée: aux racines de la création d’EpaMarne et d’EpaFrance
La création d’EpaMarne et d’EpaFrance est liée au développement de la ville nouvelle de Marne-la-Vallée, dont son territoire a été défini par le périmètre du projet d’aménagement confié progressivement à EpaMarne et à EpaFrance. 
Pour répondre à l’ambition de son statut de ville nouvelle (créer d’autres polarités attractives que celles des métropoles françaises), le territoire de Marne-la-Vallée est traversé par une grande offre de transports collectifs (RER A, RER E, Ligne P, TGV), l’accessibilité du territoire en voiture par l’autoroute A4 et une attraction touristique de renommée internationale (Parcs Disneyland Paris)
Avec la fin progressive du statut des villes nouvelles et l’extension du périmètre d’intervention d’EpaMarne-EpaFrance, ceux-ci interviennent plus globalement dans l’Est Parisien, sur quarante-quatre communes de Seine-et-Marne, de Seine-Saint-Denis et du Val-de-Marne.

## Deux filiales pour un aménagement en collaboration plus étroite

Ancien logo.

EpaMarne a créé deux filiales sous la forme de sociétés publiques locales d’aménagement à intérêt national (SPLA-IN), qui témoignent d’une nouvelle façon de fabriquer la ville en collaboration resserrée avec les collectivités locales : 
- La SPLA-IN Noisy-Est, créée le 28 décembre 2017, en vue de l’aménagement du pôle gare de Noisy - Champs qui permettra l’accès à la ligne 15 et 16 du Grand Paris Express. Le projet est décrit comme « constitu(ant) le véritable « nœud » du Grand Paris Express »[4]par la Société du Grand Paris.

- La SPLA-IN M2CA[5][Quoi ?], créée le 18 avril 2019, est le fruit d’un pacte d’actionnaires entre la Communauté d'agglomération Paris - Vallée de la Marne (35 %), la ville de Chelles (31 %) et EpaMarne, qui entre au capital de l’ex-SEM (Société d’économie mixte) à hauteur de 34 %. Le périmètre d’intervention de la filiale couvre quatre projets urbains à Chelles et à Courtry : les ZAC du Castermant, du Centre-gare, de l’Aulnoy et de la Régalle. Une cinquième opération, sur le Secteur des Deux Parcs à Noisiel, vient s'ajouter dans un autre domaine : une rénovation qui vise à renouveler un quartier urbain construit dans le développement de la ville nouvelle dans les années 1980. Opération qui s'inscrit dans le financement du NPNRU.

## Missions
Les deux EPA conduisent au sein de leur périmètre, pour leur compte, celui de l’Etat, d’une collectivité territoriale ou d’une intercommunalité, toute action de nature à favoriser l’aménagement, le renouvellement urbain et le développement économique du territoire. Ils créent de nouveaux logements et participent à une offre résidentielle ayant le souci de l’équilibre emploi/habitant. Par des interventions sur le long terme, qui prennent en compte l’évolution des modes de vie, ils participent à l’amélioration de l’attractivité du territoire, ce qui permet le déclenchement d’investissements publics et privés. 

## 100% BIM et construction bois: marqueurs différenciants d’EpaMarne-EpaFrance
Depuis 2015, EpaMarne et EpaFrance disposent de deux marqueurs différenciants dans leur vision de la construction de la ville : l’usage systématique à la maquette numérique BIM (Building Information Modelling, « modelage de l'information de construction ») dans les consultations logements, et le recours à la construction bois, marqueur de l’action d’EpaMarne, avec un volume minimum de 60 000 m2 de surface de plancher en construction bois. 
En 2018, c’est un objectif de 50 % de logements en construction bois qui est visé par les EPA et sa participation au soutien de la filière bois est affirmée par sa participation à Woodrise, son statut de premier aménageur adhérent à l' Association pour le développement des immeubles à vivre en bois (Adivbois), sa participation au Plan National Bois 3[Quoi ?] ainsi que la participation d’EpaMarne au comité de pilotage préalable à la création du cluster « Booster Bois Biosourcés », qui a vu le jour le 28 juin 2019.
La prochaine étape pour les deux EPA est le recours à d’autres matériaux biosourcés (Naturbloc bois issu de déchets de bois, béton de chanvre, paille, terre crue) et le développement du modelage de l'information urbaine (CIM, pour City Information Modelling) afin de faire évoluer la maquette numérique à une nouvelle échelle : celle du quartier.

## Projets d’aménagement
Les deux EPA interviennent sur soixante-et-une zones d’aménagement concerté (ZAC) actives qui couvrent des projets d’aménagement variés. Quelques projets emblématiques : 

### Deux écoquartiers labellisés «ÉcoQuartier»

#### L’écoquartier du Sycomore (Bussy Saint-Georges)
La ZAC du Sycomore abrite l’écoquartier du même nom. À l’horizon 2028, il déploiera sur 117 hectares un ensemble d’équipements incarnant une démarche novatrice : deux appels à programme « Habiter autrement » pour développer de nouvelles manières d’habiter la ville, douze rencontres entre les parties prenantes du projet et les habitants pour une réalisation concertée et harmonieuse de l’écoquartier et à terme un quartier exemplaire dans lequel des principes forts ont guidé la conception : exemplarité environnementale, équipements publics et privés à proximité (trois groupes scolaires, un EHPAD, un pôle médical…), cœur de quartier dynamique. Un quartier exemplaire des pratiques vertueuses pour la ville de demain. Le Sycomore est l’un des deux quartiers d’EpaMarne détenteur du label « ÉcoQuartier » décerné par le ministère de la cohésion des territoires.

#### L’écoquartier de Montévrain (ZAC de Montévrain Val d’Europe, ZAC du Clos Rose, ZAC de Montévrain Université, ZAC de la Charbonnière)
Deuxième écoquartier labellisé d’EpaMarne, l’écoquartier de Montévrain s’étend sur 152 ha. 3 200 logements, 160 000 m2 de commerces et 33 ha d'activité y seront aménagés. Voué à porter des valeurs d’aménagement durable, ce quartier sera exemplaire sur de nombreux points : valorisation des mobilités douces pour un quartier de proximité, création d’un cœur agro-urbain pour offrir des circuits courts de distribution, sauvegarde des terres agricoles présentes et des équipements publics (crèche, établissements scolaires, gymnase), organisation de centralités autour de places avec des commerces et restaurants en rez-de-chaussée, création de la maison de l'écoquartier, vouée à rester un tiers-lieu de l'écoquartier. 

### Des réaménagements en vue de l’arrivée du Grand Paris Express

#### Pôle Gare Noisy-Champs (Noisy-le-Grand, Champs-sur-Marne)
Positionné sur les communes de Noisy-le-Grand et de Champs-sur-Marne, ce pôle en pleine mutation avec l’arrivée prochaine de la gare du Grand Paris Express est sous la responsabilité de la Société du Grand Paris. À terme, la gare de Noisy-Champs deviendra un véritable pôle multimodal avec la desserte des lignes 15 et 16 du Grand Paris Express. Le rôle d’EpaMarne dans ce process est d’être l’animateur des échanges et le garant de la solution technique et économique dans un délai raisonnable.

#### ZAC Marne Europe/IMGP1 (Villiers-sur-Marne)
La ZAC Marne Europe abritera une future polarité majeure du Grand Paris et le premier quartier bas carbone d’Europe sur une superficie exceptionnellement réduite de 11 hectares. Lauréat de l’appel à projets « Inventons la Métropole du Grand Paris 1 », la Compagnie de Phalsbourg est mandatée pour créer un quartier à la programmation extraordinaire : 60 % du bâti en structure bois, 933 logements, 75 000 m2 de bureaux, une résidence étudiante, une résidence pour personnes âgées, un palais des congrès, deux hôtels, dont un de plus de 100 m de haut, le tout relié à la gare Bry-Champigny, nœud reliant le quartier au RER et au métro du Grand Paris Express. Depuis le belvédère, il sera possible de voir tout Paris jusqu’à La Défense.

### Une réappropriation de la Cité Descartes en dehors du temps universitaire

#### ZAC Les Hauts de Nesles – ZAC de la Haute Maison (Champs-sur-Marne)
Dotées de fondamentaux communs et de la même maîtrise d’œuvre, les ZAC les Hauts de Nesles – à dominante logement, créée durant l’été 2018 – et la ZAC de la Haute Maison – sur la Cité Descartes dont la zone d’activité, créée dans les années 1980 – portent en leur sein un projet majeur : la Cité Descartes pour la Haute Maison et la gare Noisy-Champs du Grand Paris Express pour les Haut de Nesles. L'un des enjeux majeurs de ces ZAC est de resuturer les liens existants entre elles. Un important travail sur les mobilités est engagé avec l’arrivée du futur métro, un autre consiste à l’étude de l’usage et de l’appropriation de la Cité Descartes, vue aujourd’hui comme « décrochée » de Champs-sur-Marne. Ces deux ZAC, à proximité du pôle numéro un français de recherche sur la ville durable, sont exemplaires en termes d’innovation.

### Le travail commun d’EpaFrance et de Disney dans l’aménagement des parcs et de ses environs

#### ZAC des Studios et des Congrès (Chessy-Coupvray)
Englobant l’extension du quartier de la gare, le triangle de Bellesmes, le deuxième parc Disneyland Paris et son extension, la gare routière sud Chessy-Parcs Disneyland, la ZAC des Studios et des Congrès est en pleine expansion. Elle comportera dans sa moitié sud 1 800 logements, 500 unités d’hébergement, des bureaux, des commerces de proximité ainsi que deux parcs urbains aux usages différenciés : l’un familial, l’autre sportif. La réalisation de merlons paysagers permet d’offrir une protection entre le quartier de logements et le parc Disneyland Paris, dans l’esprit des parcs Disney (une fois à l’intérieur du parc, on ne voit pas l’extérieur, et inversement). Malgré l’absence du matériau bois dans le bâti au profit du béton et des matières minérales propres au style art déco, la ZAC, par son identité remarquable ne met pas de côté les idéaux de bien-être écologique.

## Chiffres clés 2018

### EpaMarne-EpaFrance
- 120 salariés + 10 % d'alternants

### Périmètre d'intervention des EPA
- 44 communes, de 293 km2 de superficie.
- 61 zones d’aménagement concerté actives.
- 600 000 habitants.
- 213 000 emplois.
- 47 000 entreprises.

### Activités
- 2 600 logements lancés
- 27 000 m2 de bureaux et de commerces lancés
- 27 ha d’activités lancés

## Directeurs
Liste des directeurs successifs :
- Pierre Carle, nommé le 1er février 1973.
- Jacques Courrege (intérim), nommé le 29 juillet 1974 pour une période de trois mois.
- Michel Rousselot, nommé le 1er novembre 1974.
- Jean Poulit, nommé le 19 avril 1982.
- Gilles Ricono, nommé le 8 juillet 1991.
- Michel Dresch, nommé le 19 novembre 1997.
- Jean-Pierre Weiss, nommé le 5 novembre 2003.
- Paul-Luc Dinnequin (intérim), nommé le 2 octobre 2007 pour une période de trois mois renouvelée le 9 janvier 2008.
- Pascal Berteaud, nommé le 11 juillet 2008.
- Vincent Pourquery de Boisserin, nommé le 3 mars 2011.
- Nicolas Ferrand, nommé le 21 mars 2014[6]. Il quitte Épamarne-Épafrance en novembre 2017 après avoir été nommé préfigurateur de la société de livraison des ouvrages olympiques de Paris 2024[7].
- Jean-Baptiste Rey (intérim), nommé le 15 décembre 2017[8].
- Laurent Girometti, nommé le 11 mai 2018[9].

## Composition des conseils d'administration
- Composition du conseil d’administration d’EpaMarne et d’EpaFrance, au 1er janvier 2022